# Efecto stick-slip

Ejemplo de un sistema con efecto stick-slip: un oscilador amortiguado por el rozamiento de un sólido deslizante

El efecto stick-slip (literalmente en inglés, efecto fijado-deslizando), también conocido como fenómeno stick-slip, "Trepidación" en algunos países o simplemente stick-slip, es el movimiento de sacudida espontáneo que puede ocurrir mientras un objeto está deslizándose sobre otro, debido entre otros factores a la diferencia entre los coeficientes de fricción estático y dinámico.

## Causas del fenómeno

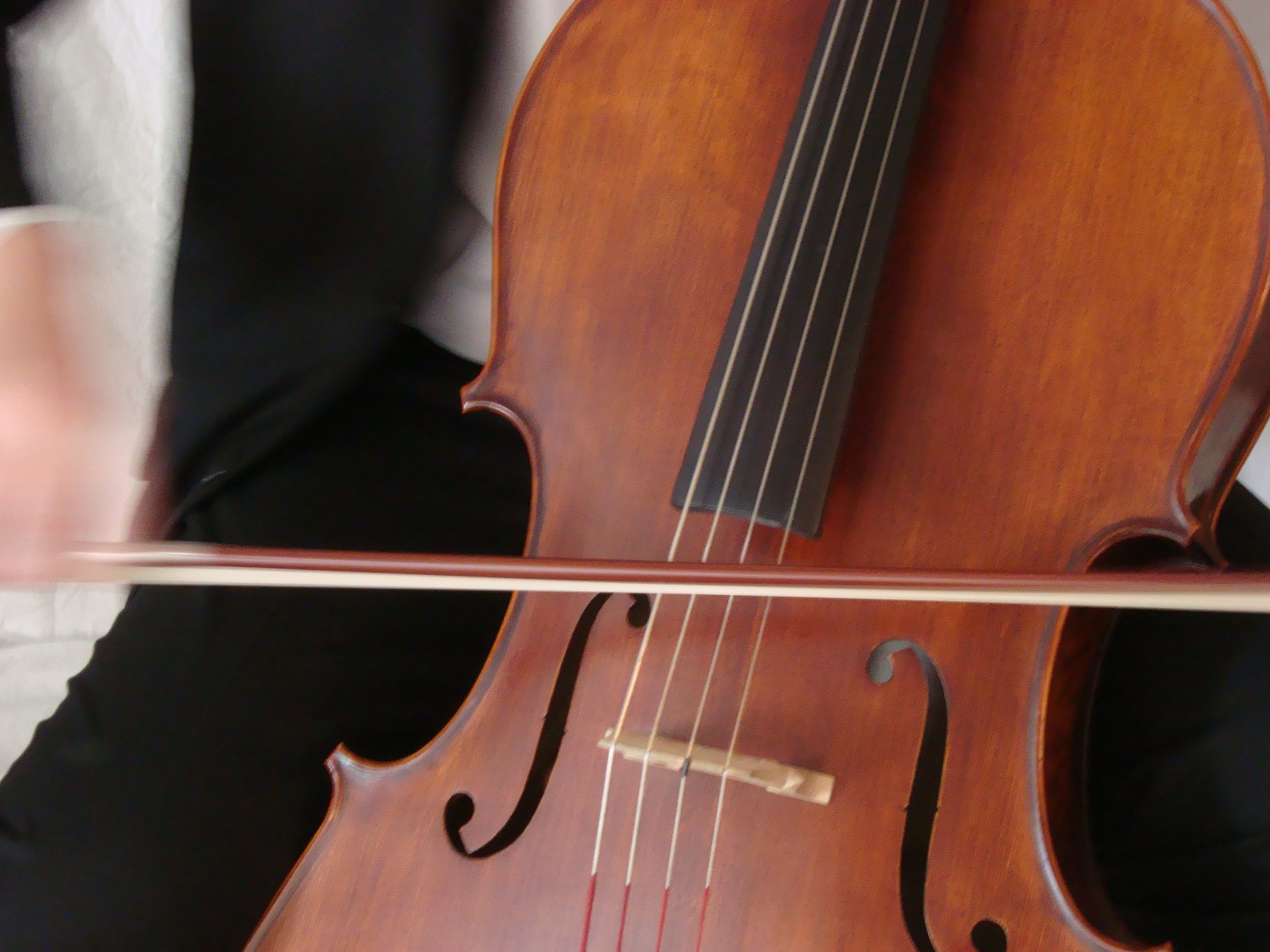
Ejemplo de sonido generado mediante el efecto stick-slip: las cuerdas de un violonchelo pulsadas por el arco del instrumento

A continuación se muestra una descripción heurística simple de los fenómenos de stick-slip utilizando mecánica clásica, que se considera relevante para su cuantificación desde el punto de vista de la ingeniería. Sin embargo, en la actualidad, existe poco consenso en el mundo académico con respecto a su descripción física real, relacionada con la falta de comprensión sobre los fenómenos de fricción en general. La opinión más aceptada es que el comportamiento stick-slip es el resultado de modos fonón comunes (en la interfaz entre el sustrato y el elemento deslizante) que están ligados a un pozo de potencial ondulado que detemina el despegue (deslizamiento) y la fijación (pegado) influido principalmente por fluctuaciones térmicas. Sin embargo, este comportamiento de fricción se encuentra en una amplia gama de escalas de longitud, desde la atómica hasta la tectónica, y no existe un único mecanismo físico subyacente responsable de todas las manifestaciones.
La rigidez del resorte (que se muestra en la imagen anterior), la carga normal en el contacto (el peso del elemento deslizante), la duración del tiempo que se ha mantenido el contacto (que influye en el transporte de masa química y la formación de enlaces), el valor original (de la velocidad) de deslizamiento – todos influyen en el comportamiento del sistema. Una descripción que usa fonones comunes (en lugar de leyes constitutivas como el modelo de fricción de Coulomb) proporciona explicaciones para el ruido que generalmente acompaña al fenómeno de stick-slip mediante la generación de ondas acústicas superficiales. El uso de modelos constitutivos complicados que conducen a soluciones discontinuas (véase la paradoja de Painlevé) terminan requiriendo un esfuerzo matemático innecesario (para modelizar sistemas dinámicos no suaves) y no representan la verdadera descripción física del sistema, aunque son muy útiles para crear simulaciones y animaciones de baja fidelidad.
Descripción en ingeniería
El efecto se puede describir como el resultado del movimiento de dos superficies en contacto que alternan entre adherirse y deslizarse una sobre otra, con un cambio correspondiente en la fuerza de fricción. Normalmente, el coeficiente de fricción estática (un número heurístico) entre dos superficies es mayor que el coeficiente de fricción dinámica. Si una fuerza aplicada es lo suficientemente grande como para superar la fricción estática, entonces el paso de la fricción estática a la fricción cinética de menor valor puede provocar un salto repentino en la velocidad del movimiento.
La imagen adjunta muestra esquemáticamente un ejemplo de stick-slip, en la que V es un sistema de transmisión de movimiento, R es un resorte que representa la elasticidad del sistema cinético y M es la masa que se encuentra sobre una superficie plana y es empujada horizontalmente. Cuando se inicia el sistema de accionamiento, el resorte R se carga y su fuerza de empuje contra la masa M aumenta hasta que el coeficiente de fricción estática entre M y la superficie ya no puede compensar la fuerza aplicada. La masa comienza a deslizarse y el coeficiente de fricción disminuye de su valor estático a su valor dinámico. En este momento, se impone la fuerza del resorte y se acelera la masa M. Durante el movimiento de M, la fuerza del resorte disminuye, hasta que es insuficiente para vencer la fricción dinámica. Desde este punto, M desacelera hasta detenerse. Sin embargo, el sistema de accionamiento continúa y el resorte se vuelve a cargar, reiniciándose el proceso.

## Ejemplos
Se pueden citar ejemplos de stick-slip en cilindros hidráulicos, frenos húmedos de tractores o máquinas bruñidoras. Se pueden agregar sustancias dopantes especiales al fluido hidráulico o al líquido refrigerante para superar o minimizar el efecto stick-slip. También se experimenta en tornos, fresadoras y en otras máquinas donde un elemento se mueve sobre una guía deslizante. Los aceites Slideway suelen enumerar la "prevención del efecto stick-slip" como una de sus características. Otros ejemplos del fenómeno stick-slip incluyen la música que proviene de instrumentos tocados con arco, el ruido de los frenos  y neumáticos de los automóviles, y el ruido de un tren que se detiene. También se ha observado en los cartílagos articulares en condiciones leves de carga y deslizamiento, lo que podría resultar en un desgaste abrasivo del cartílago.
Otro ejemplo del fenómeno stick-slip se produce cuando se generan sonidos con unas copas musicales frotando un dedo mojado por el borde de una copa de vino de cristal. Un animal que produce sonido mediante la fricción stick-slip es la langosta de mar, cuando frota las antenas sobre las superficies lisas en su cabeza. Otro ejemplo más común que produce sonido utilizando la fricción con efecto stick-slip es el saltamontes.
También se puede observar a escala atómica con un microscopio de fuerza de fricción. En tal caso, el fenómeno se puede interpretar usando el modelo de Tomlinson.
El comportamiento de fallas sísmicamente activas también se explica utilizando un modelo stick-slip, con los terremotos generados durante los períodos de deslizamiento rápido.
El sonido característico de las zapatillas de baloncesto chirriando sobre la cancha se produce por el contacto  entre las suelas de caucho y el suelo de madera.
Es el mecanismo físico básico para el control activo de la fricción mediante la aplicación de vibraciones.
Los investigadores de la Universidad de California en San Diego desarrollaron un enjambre de robots origami autoplegables que utilizan el fenómeno stick-slip para impulsarse. Otro robot que se basa en el efecto stick-slip es el Kilobot.
Incluso se puede observar un deslizamiento aparente en un sistema que no tiene fuerza de fricción estática ("fricción estática dinámica").